# Caherminnaun
Caherminnaun (irisch Cathair Mionáin) ist ein Townland (Gemarkung) nordöstlich von Kilfenora im Burren im County Clare in Irland. In dem Gebiet befinden verschiedene historische Bauwerke. Caher ist die anglisierte Form der irischen Wortes „cathair“ (was in einigen Regionen der Insel Dun bzw. Steinfort bedeutet). 
Direkt neben dem Wedge Tomb Caherminnaun West liegen das Dun Caherlahertagh, die Heilige Quelle von Cameen (Tobercameen) und Kilcameen, die Kirche von Cameen. Die Landvermessung von 1840 nennt diese Stelle bereits Cill Caimin. Zu dieser Zeit war noch unbekannt, dass es hier einst eine Kirche gab. Stattdessen galt der Platz als Cillin, ein Grabplatz für ungetaufte Kinder. 
Von Caherminnaun Castle haben sich nur Ruinen erhalten. Hier lebte, nach den Annalen der vier Meister, Teige MacMurrogh O’Brien, Lord von Caherminnaun, gestorben im Jahre 1591. Ihm gehörte bis 1580 auch das westlich von Kilfenora gelegene, restaurierte, imposante Tower House von Smithstown.
Etienne Rynne (1932–2012) hat lokale Traditionen im North Munster Antiquarian Journal 13 (1970) beschrieben. 